# 李廷赞
李廷赞（1914年—2008年7月28日），男，天津人，中华人民共和国政治人物，曾任国家测绘总局局长，中国测绘学会理事长。

## 生平
满族正红旗人。原籍河北沧州地区交河县泊头镇李皇庄。其父很早到天津做律师并经商，育有5子1女，李廷赞兄弟排行最小。1924年父亲去世，家道中落，1930年初中毕业后与王幼平等5位同学报考军阀孙殿英的军事政治学校。与100多被录取的学生赴豫北的军校途经河南省修武县时，被孙连仲部第二十六路军25师73旅（旅长董振堂）扣下编成了学兵连。1931年7月第二十六路军被派到江西围剿红一方面军，地下党员李青云与特别支部书记刘振亚担任学兵连教官，开展革命思想启蒙的政治教育、参谋业务、测绘知识教育与实践。1931年12月参加宁都起义，加入中国工农红军，随学兵连调入中国工农红军学校学习，成为红军测绘专业培养的第一期学员。1932年从红军学校毕业后被分配到红一方面军总司令部，后又调红三军（军长徐彦刚）司令部作战科任测绘员。1933年调红七师（参谋长曹里怀）任测绘参谋，又调红九师任参谋。1934年6月任红一军团司令部科员。1935年10月加入中国共产党。
抗日战争中，任晋察冀军区司令部作战科第一任科长、抗大总校教员。
1947年12月任东北军政大学第二支队副支队长、第一大队大队长。
1949年后任中南军政大学校务部部长。1951年4月任桂林解放军第二十四步兵学校副校长。1952年8月调新成立的地质部任探矿工程司副司长。1954年成立地质部测绘局，任副局长、局长；1955年到1957组建3个大地测量队，3个地形测量队，以及航摄队、大地计算队、航测内业队、制图（包括印图）队等近4000人。1958年6月国务院决定国家测绘总局由地质部代管，地质部测绘局及所属13个下属单位全部并入国家测绘总局，出任国家测绘总局副局长。1960年5月－1962年5月任国家测绘总局局长。1965年7月中国测绘学会第一届全国会员代表大会暨第一届综合性学术年会在北京举行，李廷赞当选学会理事长。1977年7月至1979年5月任国家测绘总局筹建组成员。1979年5月至1982年4月任国家测绘总局副局长。1980年7月李廷赞率中国测绘学会代表团出席国际摄影测量与遥感学会（ISPRS）第十四届大会，会上中国测绘学会被接纳为该学会会员。